# Sejães
Sejães ist ein Ort und eine ehemalige Gemeinde (Freguesia) im portugiesischen Kreis Oliveira de Frades. Die Gemeinde hatte 200 Einwohner (Stand 30. Juni 2011).
Am 29. September 2013 wurden die Gemeinden Sejães, Oliveira de Frades und Souto de Lafões zur neuen Gemeinde União das Freguesias de Oliveira de Frades, Souto de Lafões e Sejães zusammengeschlossen.